# Casablanca-Sattat
Casablanca-Sattat (arab. ‏الدار البيضاء-سطات‎, Ad-Dār al-Bayḍāʾ-Saṭṭāt; fr. Casablanca-Settat) – region administracyjny w Maroku, w środkowej części kraju. W 2024 roku liczył ok. 7,7 mln mieszkańców. Siedzibą regionu jest Casablanca.
Dzieli się na dwie prefektury i siedem prowincji:
- prefektura Al-Muhammadijja
- prefektura Casablanca
- prowincja Al-Dżadida
- prowincja An-Nuwasar
- prowincja Bin Sulajman
- prowincja Bu-r-Raszid
- prowincja Madjuna
- prowincja Sattat
- prowincja Sidi Bu-n-Nur